# Viktorie (rod)

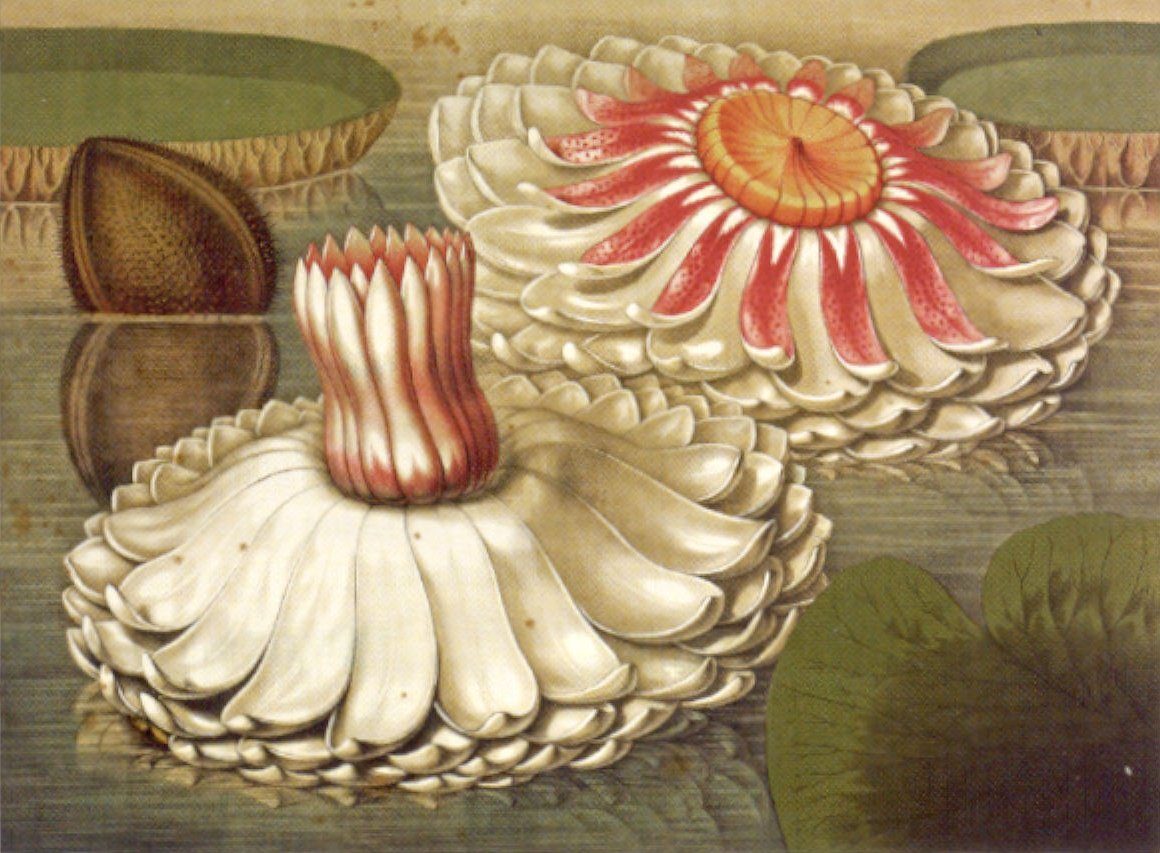
Kresba viktorie královské z roku 1831

Viktorie (Victoria) je rod nižších dvouděložných rostlin z čeledi leknínovité (Nymphaeaceae). Zahrnuje 2 druhy obřích vodních bylin, pocházejících z Jižní Ameriky. Jsou to mohutné rostliny podobné leknínům s listy o průměru až přes 2,5 metru a velkými bílými až červenými vonnými květy, které dosahují průměru až 30 cm. Viktorie jsou pěstovány jako botanická rarita i v některých českých botanických zahradách.

## Popis
Viktorie jsou mohutné a poměrně krátkověké vodní byliny, kořenící ve dně. Listy jsou plovoucí, dlouze řapíkaté, se štítnatou čepelí se zvednutým okrajovým lemem. Květní stvoly, řapíky, spodní strana listů i květní kalich jsou pokryty ostny. Na spodní straně listů je velmi výrazná vyniklá žilnatina, podepírající a zpevňující čepel listu. Květy mají průměr 23 až 30 cm, jsou dlouze stopkaté a otevírají se na noc. Kalich je složen ze 4 volných, zelených, kožovitých lístků. Kališní lístky jsou asi 12 cm dlouhé a 7 až 8 cm široké, slabě kýlnaté. U viktorie královské jsou celé ostnité, zatímco u viktorie Cruzovy jsou ostny pouze na jejich bázi. Koruna je složena z mnoha (asi 50 až 70) spirálně uspořádaných volných korunních lístků. Ačkoliv je v květech určitý gradient květních částí od kraje ke středu, korunní lístky jsou na rozdíl od květů leknínů jasně oddělené od staminodií a nepřecházejí v ně. Tyčinky jsou ploché a petaloidní (podobné korunním lístkům) až šídlovité, spirálně uspořádané, v počtu asi 150 až 200. Na rozdíl od většiny krytosemenných rostlin nejsou rozděleny na nitku a prašník. Na vnější i vnitřní straně pásma tyčinek je kruh sterilních tyčinek – staminodií. Semeník je spodní, srostlý ze 25 až 40 plodolistů, zapuštěný do dužnatého, miskovitého květního lůžka (receptákula). V semeníku je mnoho komůrek, odpovídajících plodolistům. Plodem je nepravidelně ostnitá bobule, nepravidelně pukající jak bobtnají míšky semen. Semena již po krátkém vyschnutí ztrácejí klíčivost.

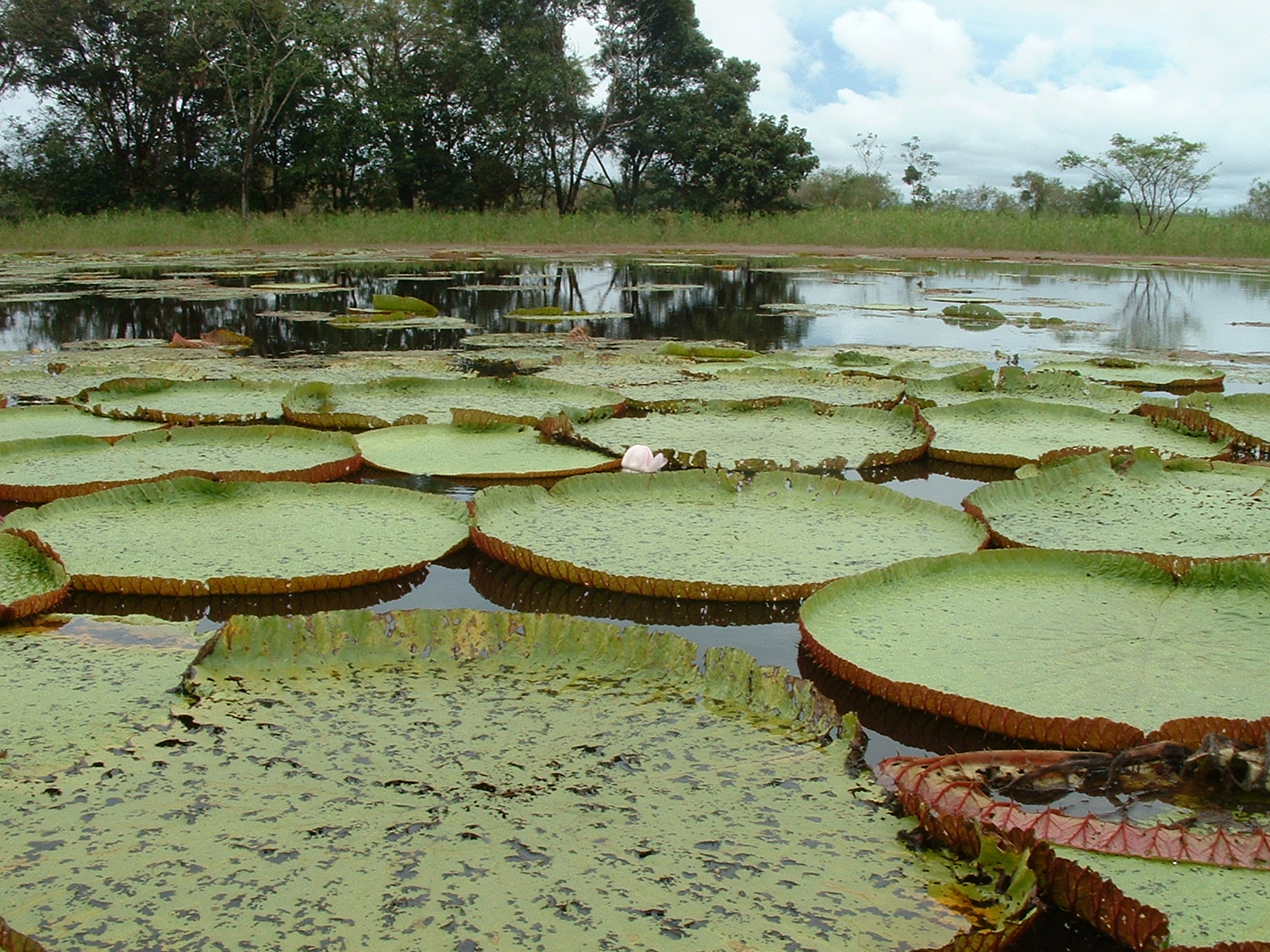
Viktorie královská na přirozeném stanovišti
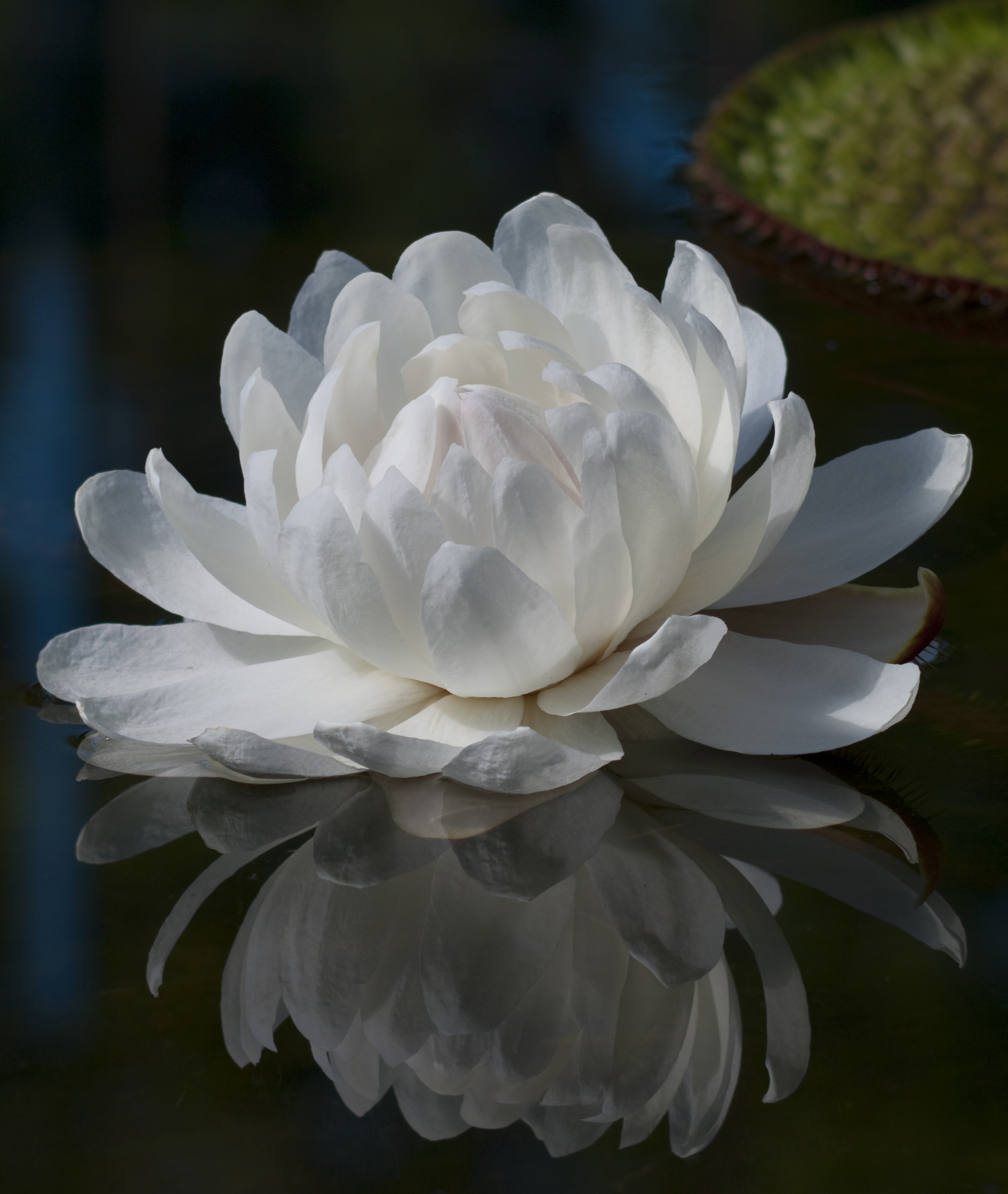
Mladý květ viktorie královské
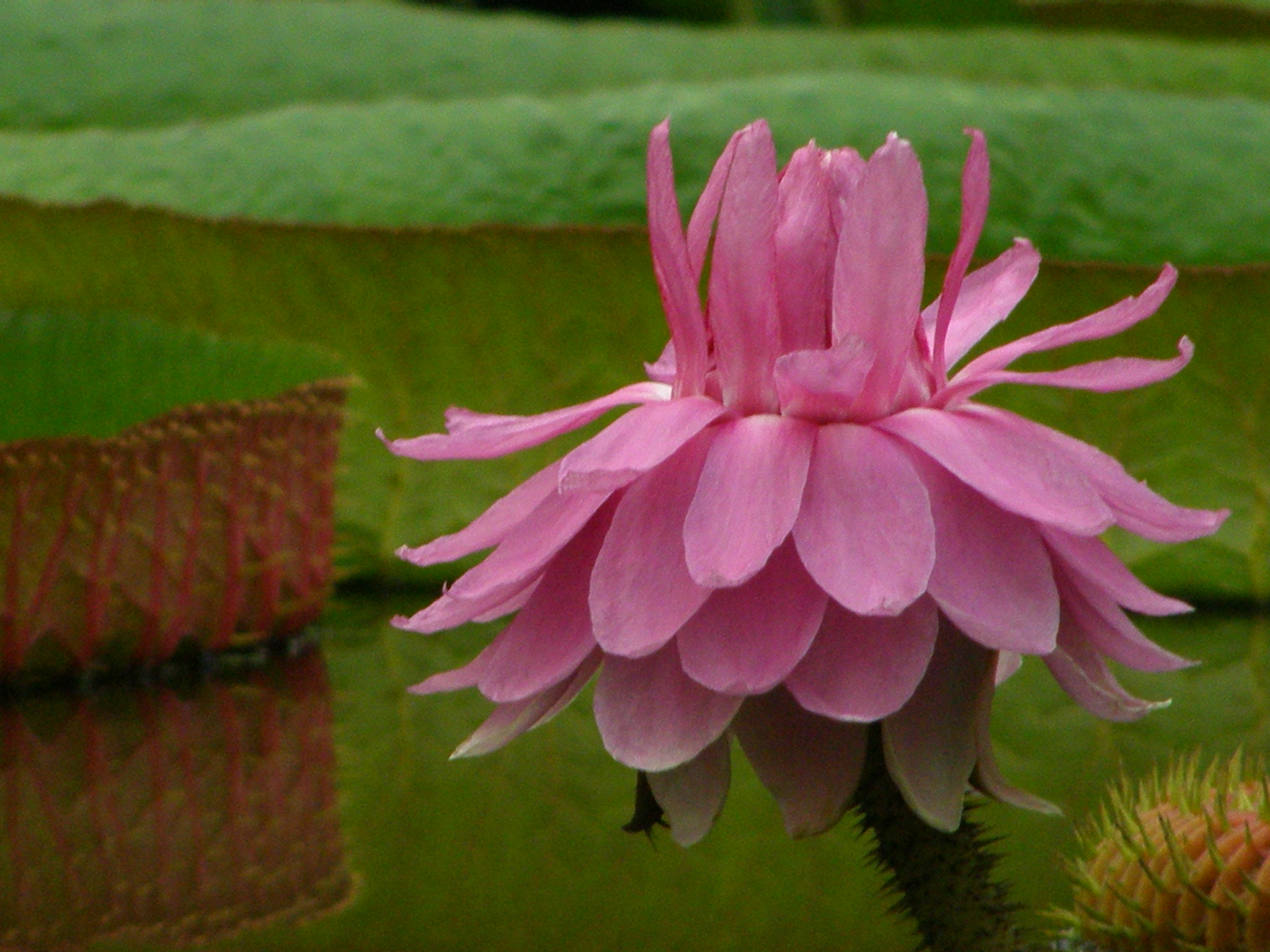
Starší květ viktorie královské
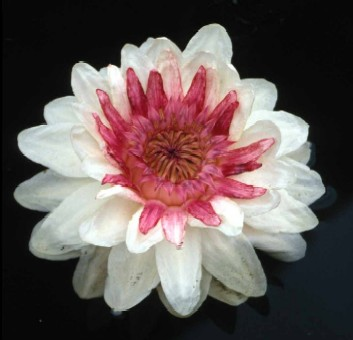
Květ viktorie Cruzovy

## Rozšíření
Rod viktorie zahrnuje 2 druhy. Viktorie královská (Victoria amazonica) roste ve stojatých a pomalu tekoucích vodách Amazonky a jejích přítoků. Druh viktorie Cruzova (V. cruziana) je rozšířen jižněji a roste v chladnějším klimatu Argentiny a Paraguaye.

## Ekologické interakce
Květy viktorií se otevírají na noc a jsou opylovány hmyzem, který lákají silnou ananasovou vůní a dokonce i tvorbou tepla. Na pestících jsou škrobnaté výrůstky, poskytující potravu broučím opylovačům. Cizosprášení je upřednostňováno před samosprášením protogynií. První noci jsou květy bílé a funkčně samičí (netvoří pyl), druhé noci zcela změní barvu a jsou růžové až červené.
Viktorie je ve své domovině poměrně krátkověká, nikoliv však jednoletá rostlina. Ve sklenících mírného pásu ji vlivem nedostatku světla není možno udržet přes zimu a pěstuje se proto každoročně ze semen. Nevytváří oddenky nebo hlízy které by bylo možno přes zimu skladovat a na jaře opět vysadit.

## Historie
Viktorie královská byla objevena v roce 1801 na řece Mamore v Amazonii českým misionářem Tadeášem Haenkem. Alexander von Humboldt nalezl v roce 1819 viktorii Cruzovu v Argentině a o 6 let později poslal do Evropy první podrobný popis a také semena této rostliny. Botanicky byla viktorie poprvé popsána v roce 1832 E. F. Poeppigem jako Euryale amazonica. O 5 let později byla přeřazena botanikem Johnem Lindleyem do nového rodu Victoria a pojmenována na počest Královny Viktorie Victoria regia, viktorie královská. Vzhledem k pravidlům botanické nomenklatury je platným názvem tohoto druhu Victoria amazonica. Viktorie Cruzova byla popsána v roce 1840.
V polovině 19. století bylo vícero pokusů o pěstování této velmi atraktivní rostliny pomocí oddenků či semen, které však skončily nezdarem. První úspěšné dovedení rostliny do květu se podařilo ve sklenících Duke's Garden v Anglii v roce 1849. Jeden z těchto prvních květů byl uříznut a předán jako dar Královně Viktorii.

## Kříženci a hybridy
V roce 1961 bylo v Longwood Gardens v USA provedeno první úspěšné křížení obou druhů. Kříženec byl pojmenován Victoria 'Longwood Hybrid' a po obou rodičovských druzích podědil ty lepší vlastnosti. Vyznačuje se velkými listy s vysokým lemem a červenavým okrajem a snáší i chladnější klima. V roce 1999 se podařilo několik zpětných křížení s rodičovskými druhy a vznikl hybrid 'Adventure'.

## Rozlišovací znaky
Mezi oběma druhy viktorií nejsou výraznější rozdíly v morfologii. Viktorie královská má rozměrnější listy o průměru až 2,7 metru (ve sklenících 2,5 metru) s nižším okrajovým lemem a více červené. Viktorie Cruzova je drobnější, je však považována za atraktivnější. Má listy o průměru okolo 2 metrů s vyšší obrubou na okraji a zelenější.

## Zástupci
- viktorie Cruzova (Victoria cruziana)
- viktorie královská (Victoria amazonica)
- (Victoria boliviana)

## Význam
Viktorie jsou pěstovány v botanických zahradách jako botanická rarita. V České republice je možno viktorii spatřit např. ve sklenících botanických zahrad v Praze Na Slupi, v Brně, v Liberci a v Olomouci.